# Hyphalosauridae
Los hifalosáuridos (Hyphalosauridae) son una familia de diápsidos arcosauromorfos coristoderos que vivieron a mediados del período Cretácico, entre el Hauteriviense al Aptiense, hace aproximadamente 130 a 120 millones de años. Sus fósiles se encontraron en China y Japón. El nombre fue propuesto por Gao y Fox en 2005.